# Cândido Barbosa
Cândido Joaquim Venda Moreira Barbosa, conegut com a Cândido Barbosa, (Rebordosa, Paredes, 31 de desembre de 1974) és un ciclista portuguès, ja retirat, que fou professional des del 1995 fins al 2010.
Va aconseguir nombroses victòries, entre les quals destaquen el Campionat nacional en ruta (2007) i el de contrarellotge (2005), i dues edicions de la Volta a l'Algarve, el 1997 i 2002. Va prendre part en dues edicions dels Jocs Olímpics d'Estiu, el 1996 i 2004.

## Palmarès
- 1993
  - Vencedor d'una etapa de la Volta a Portugal del Futur
- 1994
  - Vencedor d'una etapa del Gran Premi Jornal de Noticias
  - Vencedor d'una etapa de la Volta a Portugal del Futur
  - Vencedor de 4 etapes del Correio da Manhã
- 1995
  - Vencedor de 2 etapes de la Volta a l'Algarve
  - Vencedor d'una etapa del Gran Premi Jornal de Noticias
  - Vencedor d'una etapa del Gran Premi Internacional Costa Azul
  - Vencedor d'una etapa del Gran Premi do Minho
  - Vencedor d'una etapa de la Volta a les Terres de Santa Maria da Feira
- 1996
  -  Campió d'Europa sub-23 en Ruta
  - 1r al Correio do Douro i vencedor d'una etapa
  - Vencedor de 2 etapes de la Volta a l'Algarve
  - Vencedor de 2 etapes del Gran Premi Jornal de Noticias
  - Vencedor d'una etapa del Gran Premi Correio da Manhã
  - Vencedor de 2 etapes del Gran Premi do Minho
  - Vencedor de 2 etapes de la Volta a les Terres de Santa Maria da Feira
- 1997
  - 1r de la Volta a l'Algarve i vencedor de 6 etapes
  - 1r del Gran Premi do Minho i vencedor d'una etapa
  - 1r de la Porto-Lisboa
  - 1r del Trofeu RDP-Algarve
  - Vencedor d'una etapa del Gran Premi Abimota
  - Vencedor de 2 etapes del Gran Premi Jornal de Noticias
  - Vencedor d'una etapa del Gran Premi Internacional Telecom
  - Vencedor de 2 etapes de la Volta a Portugal
  - Vencedor de 2 etapes del Correio do Douro
  - Vencedor d'una etapa del Gran Premi Sport Noticias
  - Vencedor d'una etapa de la Volta a les Terres de Santa Maria da Feira
- 1998
  - 1r del Gran Premi Internacional Telecom i vencedor de 3 etapes
  - Vencedor d'una etapa de la Volta a l'Alentejo
- 1999
  - Vencedor d'una etapa de la Volta a La Rioja
  - Vencedor de 2 etapes de la Volta a l'Algarve
  - Vencedor d'una etapa de la Volta a Portugal
- 2000
  - Vencedor d'una etapa de la Volta a La Rioja
  - Vencedor de 2 etapes de la Volta a Portugal
  - Vencedor d'una etapa del Gran Premi do Minho
- 2002
  - 1r de la Volta a l'Algarve i vencedor de 2 etapes
  - 1r del Trofeu RDP-Algarve
  - 1r de la Volta a les Terres de Santa Maria da Feira i vencedor d'una etapa
  - Vencedor d'una etapa del Gran Premi Abimota
  - Vencedor d'una etapa del Gran Premi Internacional de ciclisme MR Cortez-Mitsubishi
  - Vencedor de 2 etapes de la Volta a Portugal
- 2003
  - 1r del Gran Premi Mosqueteiros-Rota do Marquês
  - Vencedor de 2 etapes de la Volta a l'Algarve
  - Vencedor d'una etapa del Gran Premi Internacional Paredes Rota dos Móveis
  - Vencedor de 4 etapes de la Volta a Portugal
- 2004
  - 1r del Gran Premi Internacional CTT Correios de Portugal i vencedor de 2 etapes
  - Vencedor d'una etapa de la Volta a l'Algarve
  - Vencedor d'una etapa del Gran Premi Estremadura-RTP
  - Vencedor d'una etapa de la Volta a Portugal
- 2005
  -  Campió de Portugal de contrarellotge
  - 1r del Gran Premi Internacional do Oeste RTP i vencedor d'una etapa
  - 1r del Trofeu RDP-Algarve
  - 1r de la Volta a les Terres de Santa Maria da Feira i vencedor de 3 etapes
  - Vencedor d'una etapa de la Volta a l'Alentejo
  - Vencedor de 3 etapes de la Volta a Portugal
  - Vencedor d'una etapa del Gran Premi Internacional Costa Azul
- 2006
  - Vencedor d'una etapa del Gran Premi Internacional Paredes Rota dos Móveis
  - Vencedor d'una etapa de la Volta a Portugal
- 2007
  -  Campió de Portugal en ruta
  - Vencedor d'una etapa del Gran Premi Internacional Paredes Rota dos Móveis
  - Vencedor de 4 etapes de la Volta a Portugal
- 2008
  - Vencedor de 2 etapes de la Volta a Portugal
- 2009
  - 1r del Gran Premi Internacional Paredes Rota dos Móveis i vencedor de 2 etapes
  - Vencedor de 2 etapes de la Volta a l'Alentejo
  - Vencedor de 2 etapes de la Volta a Portugal
- 2010
  - 1r del Trofeu Joaquim Agostinho i vencedor de 2 etapes
  - Vencedor d'una etapa de la Volta a Portugal
  - Vencedor d'una etapa de la Volta a l'Alentejo

### Resultats al Giro d'Itàlia
- 2000. 89è de la classificació general

### Resultats a la Volta a Espanya
- 1997. Abandona (4a etapa)